# Boccardia chilensis
Boccardia chilensis är en ringmaskart som beskrevs av Blake och Woodwick 1971. Boccardia chilensis ingår i släktet Boccardia och familjen Spionidae.
Artens utbredningsområde är havet kring Nya Zeeland. Inga underarter finns listade i Catalogue of Life.